# Johann Büttikofer
Johann Büttikofer, švicarski biolog, zoolog in raziskovalec, * 1850, Ranflüh im Emmenthal, † 1927, Bern.
Po šolanju je postal preparator v Prirodoslovnem muzeju v Bernu, nato pa se je zaposlil v Kraljevem zoološkem muzeju v Leidnu, kjer je napredoval do položaja kustosa. Sodeloval je v več znanstvenih odpravah: v Liberijo (1879–1882 in 1886–1887) ter na Borneo (1893–1894).